# Crossover SUV
Un crossover SUV (chiamato anche CUV, acronimo di Crossover Utility Vehicle), o XUV (da non confondere con la Envoy XUV), è un'automobile tradizionale quasi sempre con carrozzeria familiare o berlina 2 volumi, che presenta caratteristiche, perlopiù estetiche, di uno Sport Utility Vehicle.
In alcuni casi, il termine si utilizza anche per identificare alcuni recenti modelli con carrozzeria profilata, simile a una coupé, ma con quattro o cinque porte e con corpo vettura rialzato simile a quello di un SUV. Un esempio in tal senso è rappresentato dalla BMW X6.

## Origine del termine

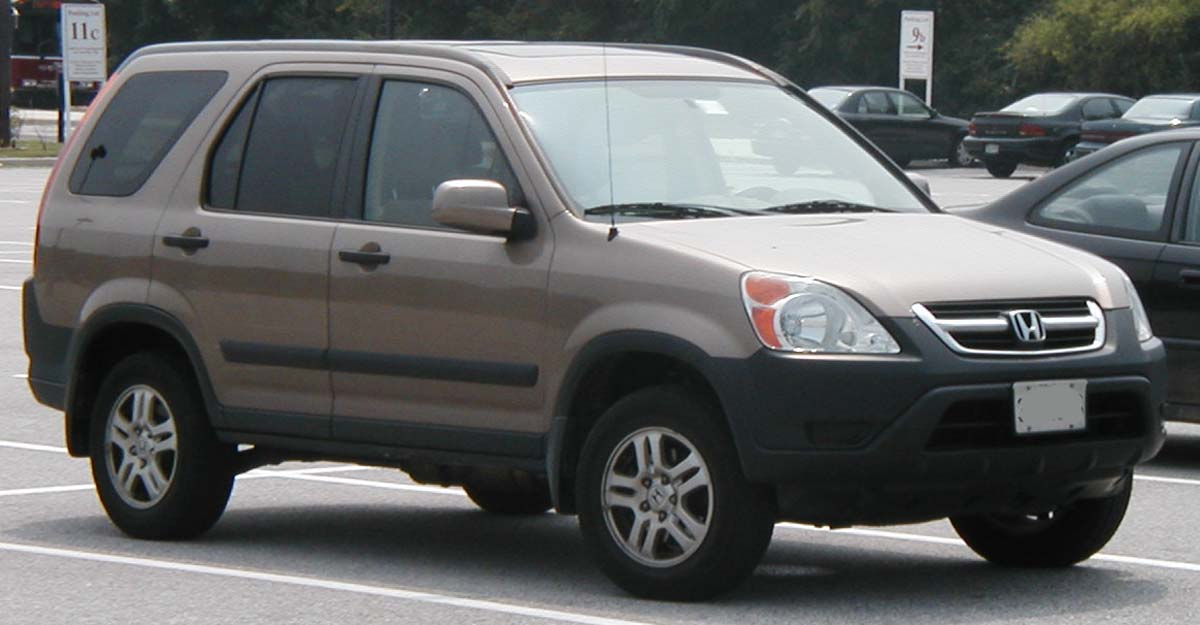
La Honda CR-V è un crossover SUV basato sulla piattaforma della Honda Civic

Il termine 'crossover' deriva dalla struttura anglofona cross over, che significa accavallare. Una delle prime case automobilistiche che applicarono questo termine a una propria automobile fu la Lexus, per definire la natura non ben definita della propria Lexus RX, mettendo quindi in evidenza che si trattava di una vettura a cavallo fra una station wagon e un fuoristrada e quindi difficilmente inseribile in un segmento ben preciso. Col tempo, però, il segmento coperto dalla Lexus RX venne accorpato da quello degli Sport Utility Vehicle e oggigiorno per crossover SUV s'intende una vettura che non ha le capacità di un fuoristrada, ma è una tradizionale vettura che richiama un SUV o un fuoristrada, prevalentemente sul piano estetico. A questa regola fanno eccezione auto come la Fiat Palio Weekend Adventure Locker, ovvero una Fiat Palio station wagon concepita per i percorsi più tortuosi.

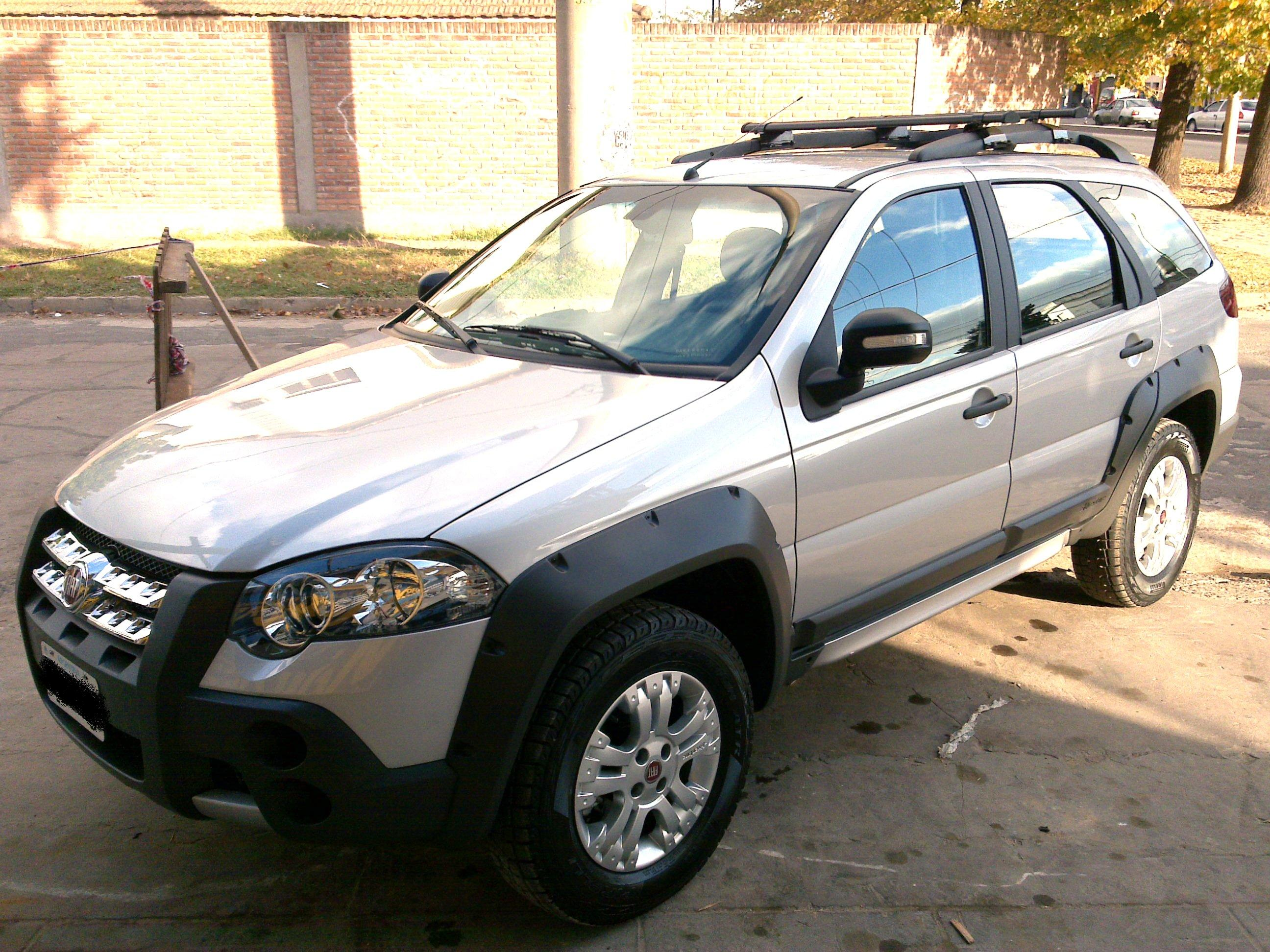
Una Fiat Palio Weekend Adventure Locker 2010

Il termine è in ogni caso soprattutto una questione di marketing, non essendoci una vera e propria regolamentazione per l'inserimento di un modello in questa categoria. Normalmente si tratta di berline che riescono a mantenere quasi invariate le proprie prestazioni nonostante il rialzamento dell'assetto.
Quasi tutti i produttori d'auto del mondo hanno in produzione dei veicoli che definiscono 'crossover' e il numero dei modelli è in continua espansione. Le vetture di tipo crossover SUV sono comunque inseribili nella più ampia categoria di vetture con carrozzeria di tipo crossover, ovvero tutte quelle vetture che presentano una carrozzeria ibrida, cioè che presentano caratteristiche di più carrozzerie in una sola.

## Storia

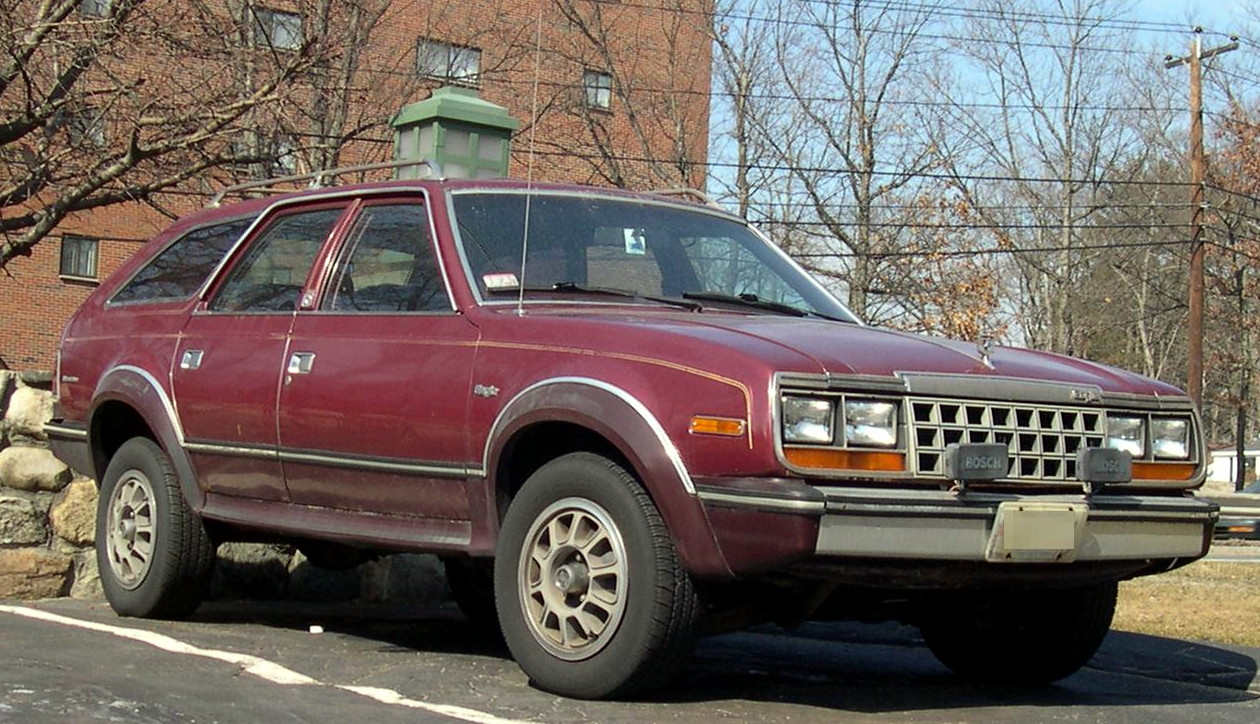
La AMC Eagle wagon

La prima vettura che può essere inserita in questa classe di veicoli fu la AMC Eagle che esordì nel 1980. La Eagle combinò le funzioni di un fuoristrada della Jeep 4×4 con il pianale e la carrozzeria della AMC Concord, una tradizionale berlina 3 volumi di medie dimensioni. In verità il termine Crossover SUV alla Eagle è stato applicato retroattivamente, com'è successo anche alla Honda CR-V, primo esempio di crossover SUV nel mercato europeo.

## I crossover SUV oggi

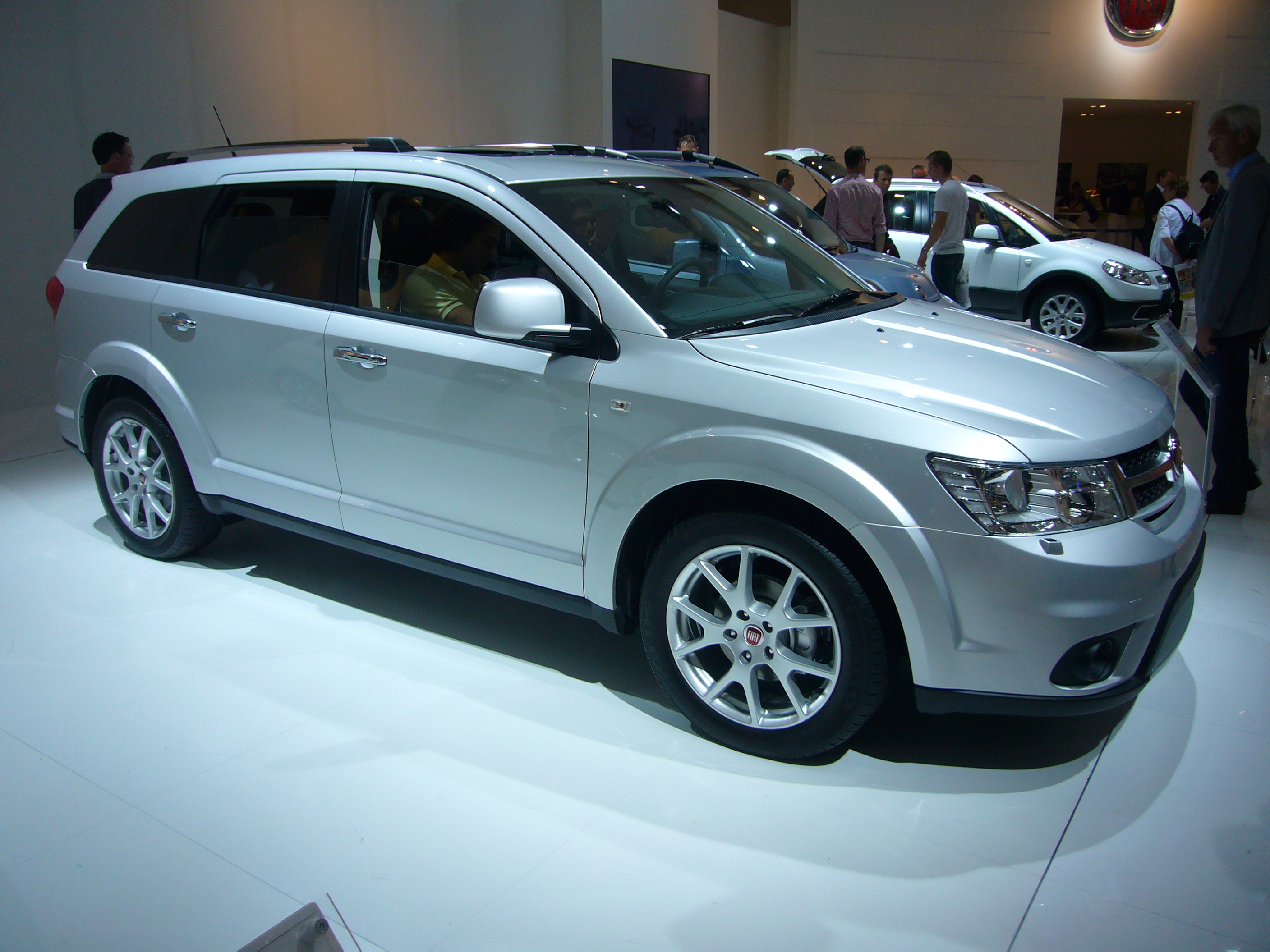
Un Fiat Freemont

Nel 2006 nasce un modello che spalanca al segmento dei crossover SUV il mercato europeo: la Nissan Qashqai. Tale vettura si può considerare il primo crossover SUV, fra quelli moderni, di grande successo, creandosi di fatto, una propria fetta di mercato che fino a quel momento non era coperta da nessun modello della concorrenza. Nello stesso anno nascono altre due auto con lo stesso spirito: la Fiat Sedici e la Dodge Caliber. La prima, la più piccola, è un'utilitaria di dimensioni davvero contenute, realizzata dalla Fiat insieme alla Suzuki, che ha riscontrato poco successo in Italia. La seconda, invece, ha dimensioni più importanti, ma si tratta ugualmente di una vettura compatta. La casa statunitense la propose infatti come alternativa alle altre berline a due volumi del segmento C. Quest'ultima non ebbe un grande successo in Europa, a causa anche della scarsa rete distributiva e di alcune caratteristiche non idonee a un mercato europeo (per esempio gli interni troppo spartani); così, dopo 4 anni, fu ritirata dal mercato europeo, insieme con tutte le altre vetture del brand Dodge, come da strategia di ristrutturazione del Gruppo Chrysler dopo l'acquisizione dello stesso da parte della Fiat SpA. Una di queste vetture, però, fu riproposta nel vecchio continente, proprio con il marchio Fiat: si tratta della Fiat Freemont, crossover SUV strettamente derivato dal Dodge Journey.